# Euonymus laxiflorus
Euonymus laxiflorus là một loài thực vật có hoa trong họ Dây gối. Loài này được Champ. ex Benth. mô tả khoa học đầu tiên năm 1851.